# Agelena labyrinthica
Agelena labyrinthica és una espècie d'aranya araneomorfa de la família Agelenidae que habita en prats secs d'escassa vegetació, preferentment assolellats i a l'estiu.
Construeix arran de terra una enorme teranyina en forma d'embut amb una superfície arran de terra de gairebé mig metre d'ample, subjecta en el matoll que l'envolta amb llargs filaments. En el centre de l'embut una llarga tela en forma de tub alberga en el seu interior a l'aranya, on espera pacientment la caiguda d'una presa en la seva tela, moment en el qual la vibració li fa sortir disparada a capturar la seva presa.
Com en altres aranyes, el mascle ha de dirigir-se fins a la tela de la seva companya i després de la fecundació és freqüent que sigui devorat per aquesta. Després, la femella manté protegida la seva posta en un capoll dins de l'interior del seu tub, fins que es desclouen les filles.

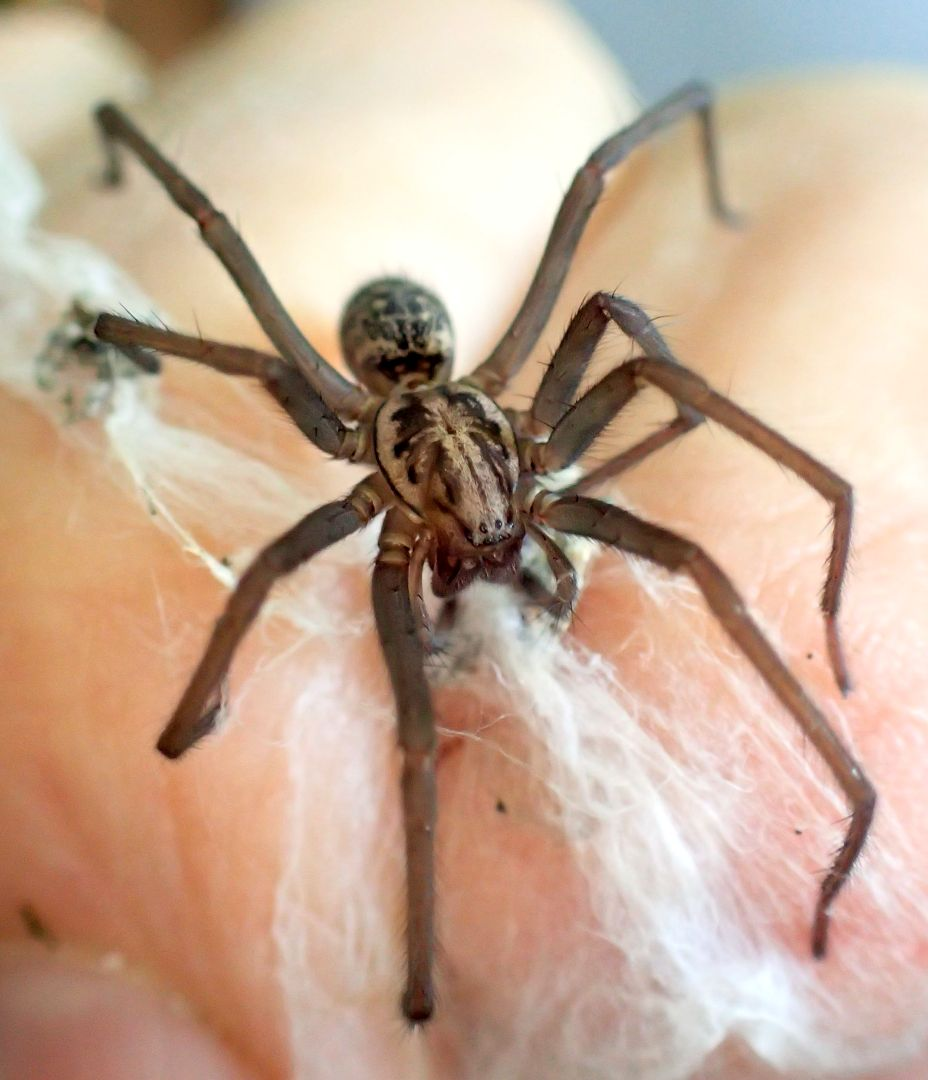
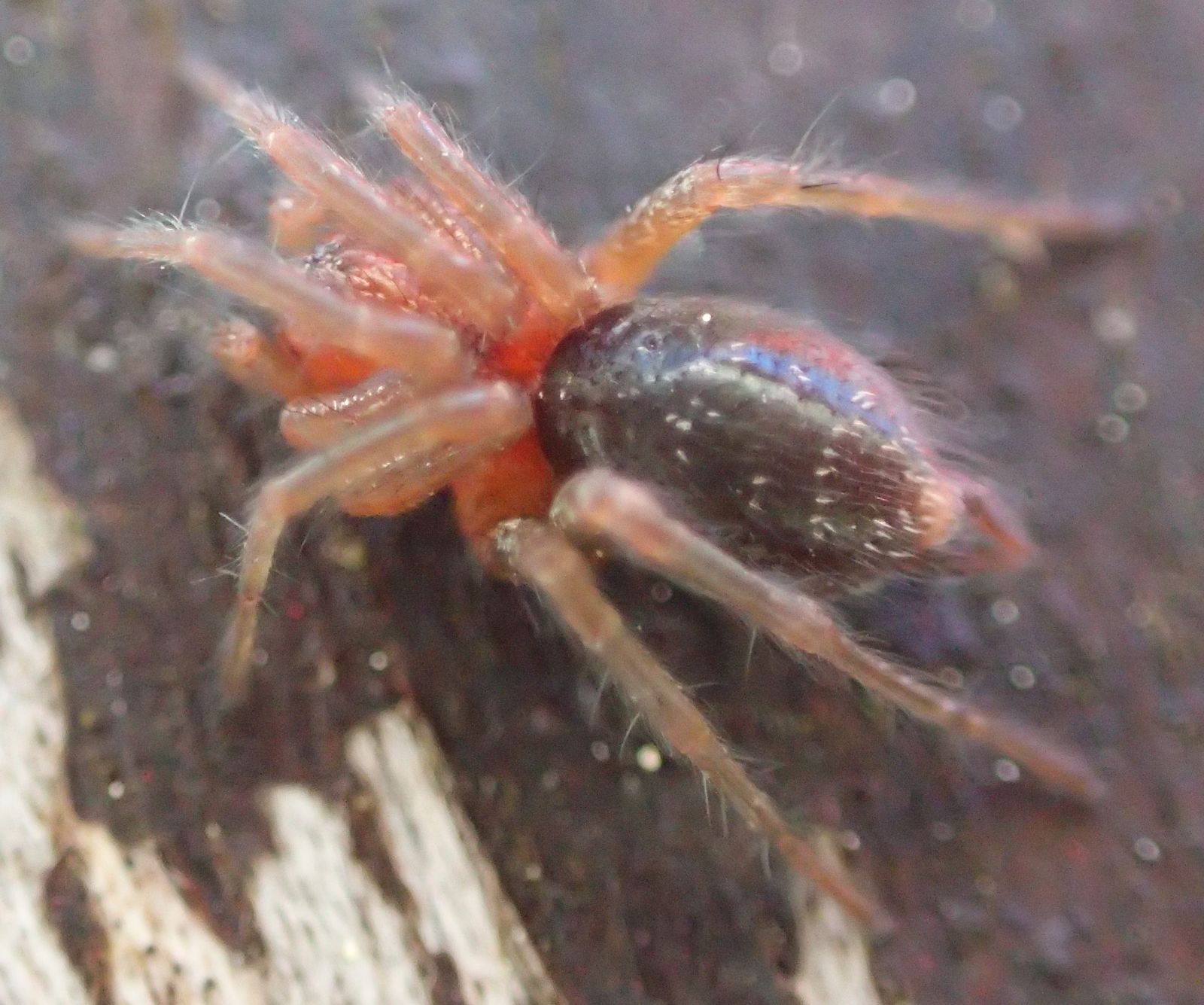
Molt jove